# Burgstall bei Mayer in der Eck
Der  Burgstall bei Mayer in der Eck ist eine abgegangene spätmittelalterliche Höhenburg etwa 800 m westlich von Eck und 530 m östlich von Grub, beides Gemeindeteile der Gemeinde Gmund am Tegernsee im Landkreis Miesbach in Bayern. Die Anlage wird als Bodendenkmal unter der Aktennummer D-1-8236-0013 als „Burgstall des hohen und späten Mittelalters“ geführt.

## Beschreibung
Die in etwa viereckige Anlage mit abgerundeten Ecken besitzt die Ausmaße von 95 m in Südost-Nordwest-Richtung und gut 70 m in Nordost-Südwest-Richtung. Die Anlage liegt 200 nordwestlich des Bauernhofes „Beim Moar in Eck“ auf einer Wiese, oberirdisch ist nichts mehr erhalten.